# گویلین کلوتیر
گویلین کلوتیر (به انگلیسی: Guylaine Cloutier) (زادهٔ ۱ اکتبر ۱۹۷۱) شناگر اهل کانادا است.